# 全国借地借家人組合連合会
全国借地借家人組合連合会（ぜんこくしゃくちしゃくやにんくみあいれんごうかい，略称：全借連）とは、日本の借家人の権利（居住権など）を擁護する団体である。1967年に設立。現在、日本各地で活動する借地借家人組合（しゃくちしゃくやにんくみあい）のナショナルセンターとして活動している。機関紙は全国借地借家人新聞（略称：全借連新聞）。
国際的な借家人組合の連合体「国際借家人組合」の加盟組織の一つでもある。
借地借家人組合とは、借家人が結成した法人格を有しない「組合」である。組合として組合員の権利を守るために相談事業の実施、地主や大家との交渉、政治や行政サイドに対して公営住宅の整備を要請、借家人の権利についての啓発活動、家賃補助制度の確立を求める社会運動などを行う

## 概要
1967年の設立以来、地代家賃統制令の廃止（1986年）への反対を求める運動、地上げ屋の跋扈を是正するための宅地建物取引業法の改正を求める運動（1995年）、公営住宅の整備、災害対策や仮設住宅設立を行政に求める運動などを行っている。2020年代にはコロナ禍での住まいの貧困を防ぐために常設の家賃補助制度の創設や住宅確保給付金の拡充を求めて活動している。現在、全借連に加入する地域の借家人組合は120団体で会員数は9500名と自称する。
政治とのつながりとしては、2017年12月の全借連創立50周年記念では日本共産党所属の代議士の本村伸子が祝辞を述べていることから共産党とはかかわりが深いとされる。主な協力団体に国民の住まいを守る全国連絡会、日本住宅会議がある。

## 主な加盟団体
- 東京借地借家人組合連合会（東借連）
  - 東京城北借地借家人組合
  - 足立借地借家人組合
  - 東京多摩借地借家人組合
- 埼玉県借地借家人組合
- 静岡県静岡借地借家人組合
- 長野県借地借家人組合連合会
- 京都借地借家人組合連合会（京借連）
- 福井県借地借家人組合連合会
- 全大阪借地借家人組合連合会（大借連）
- 兵庫県借地借家人組合本部（兵庫借組）

出典　	　	

### 借家人の権利について
- 借家人運動
- 借地借家法
- 公営住宅
- ホームレス
- 借地借家法
- 小作人運動
- 家賃
- 家賃保証会社
- 敷金
- マンションの管理組合と自治会
- スコッター
- 東京における住宅の賃貸借に係る紛争の防止に関する条例
- 当事者団体

### 借家人の権利を侵害するものについて
- 追い出し屋
- 貧困ビジネス
- ゼロゼロ物件
- 家賃滞納
- 地上げ屋